# 讷耶
讷耶（法語：Neuillé，法語發音：[nœje] ⓘ）是法国曼恩-卢瓦尔省的一个市镇，位于该省东部，属于索米尔区。

## 地理
讷耶（47°20'28"N, 0°2'6"W）面积13.56 平方千米，位于法国卢瓦尔河地区大区曼恩-卢瓦尔省，该省份为法国西部内陆省份，大致对应安茹地区，北起顺时针与马耶讷省、萨尔特省、安德尔-卢瓦尔省、维埃纳省、德塞夫勒省、旺代省、大西洋卢瓦尔省和伊勒-维莱讷省接壤。
与讷耶接壤的市镇（或旧市镇、城区）包括：阿洛讷、布卢、拉布雷耶莱潘、韦尔南特、维维。
讷耶的时区为UTC+01:00、UTC+02:00（夏令时）。

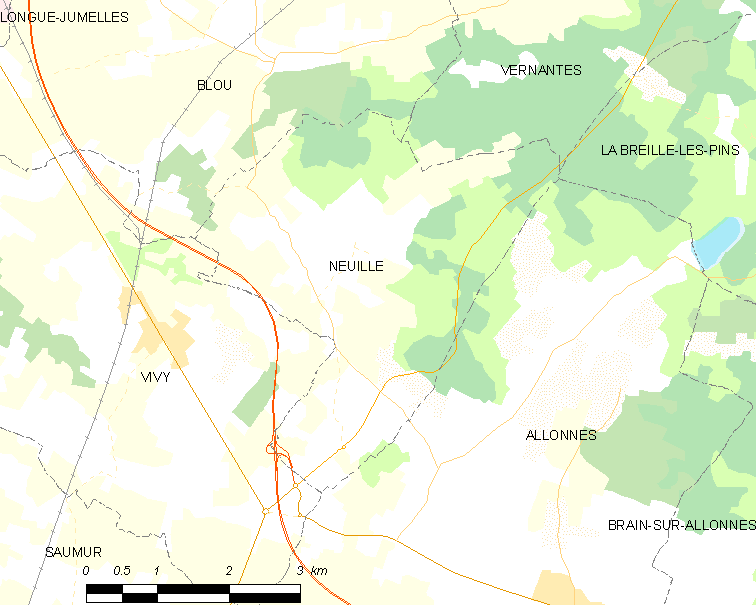
讷耶的OSM定位图

## 行政
讷耶的邮政编码为49680，INSEE市镇编码为49224。

## 政治
讷耶所属的省级选区为隆盖-瑞梅勒县。

## 人口

1962-2008年间讷耶人口变化图示

讷耶于2022年1月1日时的人口数量为1011人。